# 1604
Năm 1604 (số La Mã: MDCIV) là một năm nhuận bắt đầu từ ngày thứ năm trong lịch Gregory (hoặc một năm nhuận bắt đầu vào Chủ Nhật của lịch Julius chậm hơn 10 ngày).

## Sự kiện
- Siêu tân tinh SN 1604 là hiện tượng siêu tân tinh gần đây nhất trong Ngân hà có thể quan sát bằng mắt thường.